# Aeroporto de Ribeirão Preto
De luchthaven Dr. Leite Lopes is de luchthaven van de Braziliaanse stad Ribeirão Preto. De luchthaven wordt uitgebaat door DAESP.

## Historie
De luchthaven werd geopend op 2 april 1939. Al in 1940 werd de startbaan voor het eerst verlengd.
In 1996 onderging de gehele luchthaven een grote renovatie, waarbij de startbaan en de naastgelegen taxibanen werden verlengd van 1.800 m naar 2.100 m en een groter platform werd gebouwd.
In 2006 werd de startbaan verbreedt naar 45 m en in juli 2010 werd de renovatie en vergroting van de terminal gereed.

## Bereikbaarheid
De luchthaven bevindt zich op 18 kilometer van het centrum van Ribeirão Preto.